# Союз українських адвокатів
Союз Українських Адвокатів (СУА) — професійне товариство адвокатів у Львові в 1923—1939 роках, діяльність якого поширювалася на всю тодішню польську державу, з делеґатурами в містах, у яких існували окружні суди. Попередницею СУА в 1919—1921 роках була Колеґія Оборонців — секція правної оборони Горожанського Комітету.
Головами СУА були Лев Ганкевич і Кость Левицький (з 1924 року). СУА організовував оборону в політичних процесах (їхня кількість постійно зростала), відстоював професійні інтереси української адвокатури, боронив права української мови в судах і державних урядах та установах.
У співпраці з Товариством Українсько-руських правників видавав квартальний вісник теорії і практики «Життя і Право» (1928—1939, редактор К. Левицький); 1934 року видав (у 10-ліття існування) «Альманах», 1936 року працю Романа Домбчевського «За право мови».
1939 року СУА об'єднував близько 400 адвокатів і 300 кандидатів адвокатури (близько 3/4 усіх) у Польщі. З приходом радянської влади ліквідований.